# 秦莊襄王
秦莊襄王（前281年—前247年7月6日），《史記》記載名為子楚，《水经注·卷十九·渭水下》作秦莊王，《太平寰宇记·卷二十五·雍州》作秦襄王。嬴姓，名子楚，《战国策》记载原名子异、异人，战国时期秦国君主。秦孝文王与夏姬之子，在位3年。他是中國第一位太上皇（追尊）。

## 生平

### 赵国为质
异人的祖父是秦昭襄王，父親是昭襄王的太子安國君，母為夏姬。异人母子均不受安国君的宠爱，加上安國君有子二十多人，异人于是被送往趙國作為質子。秦國在長平之戰後「坑殺趙國降卒四十萬」，因此秦、趙兩國关系極其恶化，不時发生战争，异人居住于聊城，倍受冷遇。他缺少出行的车马和日用的财物，生活困窘，十分失意。
吕不韦到赵国首都邯郸（今河北省邯郸市）经商时，恰巧遇到失意的異人。呂不韋認為只要将异人送回秦国继承王位，日后便可獲利不計其數，异人就像一件奇货，可以屯积居奇，以待高价售出，这就是成语「奇貨可居」的来历。吕不韦于是前去说服异人赞同他回国登基的计划，异人也答应吕不韦事成之后与他共同统治秦国。呂不韋还将自己寵愛的歌姬趙姬獻給異人，日后赵姬与异人生下秦王政。
吕不韦拿出一千金（古時，金一般指的是銅錢，但是金在先秦和汉代是否指铜钱尚存有争议，漢昌邑王（廢帝）墓中出土大量黄金，约120公斤，有学者认为金在先秦和汉代确实存有大量的黄金。）作為本金，其中的五百金送与異人作为日常开销和结交宾客所用，另外的五百金則用來購買奇珍異寶。吕不韦又亲自前往秦国拜见華陽夫人的姐姐和弟弟阳泉君，通过他们见到华阳夫人。吕不韦一面在华阳夫人面前称赞异人的贤能，一面又让华阳夫人的姐姐和弟弟劝说膝下無子的华阳夫人收異人為義子，以避免她因年老色衰而失寵。华阳夫人成功说服安国君，安国君给华阳夫人刻下玉符，约定立异人为继承人。二人随后命吕不韦担任异人的老师，又委托他带给异人很多礼物，于是异人在诸侯中声名鹊起。

### 回国到继位
前257年，秦昭襄王派王龁围攻赵国首都邯郸，作为报复，赵孝成王想杀死异人泄愤。吕不韦和异人密谋，拿出六百斤金贿赂守城官吏逃出赵国，通过出征的秦军返回秦国。因华阳夫人是楚国人，吕不韦事先叫回国后的异人穿楚国服装面见夫人。华阳夫人果然大为感动，收异人为义子，并改名子楚。赵孝成王也主动派使者将赵姬母子送还来交好秦国。前251年，秦昭襄王去世，安国君继位，即秦孝文王，子楚被立为太子。秦孝文王在位三天后突然去世，子楚继位，即秦庄襄王。
秦庄襄王继位后，下令大赦天下，按功表彰先王功臣，优待宗族亲属，布施于民，并尊生母夏姬为夏太后，养母华阳夫人为华阳太后，任命吕不韦为丞相，封文信侯。

### 对外战争
前249年，东周君与诸侯密谋攻打秦国，秦庄襄王命吕不韦率军攻灭东周国，另赐阳人（今河南省汝州市西）之地延续周的祭祀。同年，秦庄襄王又命蒙骜攻取韩国的成皋（在今河南省荥阳市）和荥阳（今河南省荥阳市），并在此设立三川郡。至此，秦国的边界已延伸至魏国的首都大梁（今河南省开封市）。
前248年，秦庄襄王命蒙骜攻打赵国，夺取太原（今山西省太原市）、榆次（今山西省晋中市榆次区）、新城（今山西省朔州市朔城区西南）、狼孟（今山西省阳曲县东北）等三十七座城池。同年三月，蒙骜又攻取魏国的高都（今山西省晋城市东北）和汲（今河南省卫辉市西南）。四月，发生日食。
前247年，秦庄襄王命王龁攻打上党郡。设立太原郡。魏公子信陵君合纵燕、赵、韩、魏、楚五国联军在黄河以南击败秦军，蒙骜败退。联军乘胜追击至函谷关，秦军闭关不出。此战过后，信陵君名震天下。而秦庄襄王怒于此战的失利，想要囚禁在秦国为质子的魏太子增，经人劝说后秦庄襄王才打消此念头。

### 去世
前247年7月6日，秦庄襄王去世，葬于芷阳（今陕西省西安市长安区东）。秦庄襄王之墓俗称子楚陵，因秦始皇陵在其北，又称见子陵。秦庄襄王去世后，其子秦王政继位。
秦王政統一六國，自稱皇帝之後，追尊秦莊襄王為太上皇。

## 逸事
有一次异人趁安国君空闲时进言道：“父亲也曾羁留在赵国，赵国的豪杰之士知道父亲大名的不在少数。如今父亲返回秦国，他们都惦记着您，可是父亲却连一个使臣都未曾派遣去抚慰他们。孩儿担心他们会心生怨恨，希望父亲将边境城门迟开早闭，防患于未然。”安国君认为异人说的话极有道理，为他的奇谋感到惊讶。

## 其他形象

### 文学形象
长篇历史小说《东周列国志》中，秦庄襄王于第九十九回《武安君含冤死杜邮 吕不韦巧计归异人》中登场，篇中详细讲述异人在吕不韦帮助下由赵国质子返回秦国继承王位的过程，还记载吕不韦将怀有身孕的赵姬送与异人，赵姬怀胎十二个月生下秦王政。在第一百零二回《华阴道信陵败蒙骜　胡卢河庞煖斩剧辛》中，信陵君因合纵五国伐秦大胜后名震天下，蔡泽向秦庄襄王建议引诱信陵君入秦加以杀害。在冯驩的劝说下，魏安釐王派朱亥出使秦国。秦庄襄王对朱亥威逼利诱，朱亥不为所动，自杀而死。秦庄襄王又派晋鄙的门客和太子增离间魏安僖王和信陵君的关系，信陵君于是交出兵权，日夜饮酒享乐，最后失意而死。
黃易小說《尋秦記》中，也有一段關於秦莊襄王的描述。莊襄王死前曾向項少龍暗示其為呂不韋毒害。

### 影视形象
1986 秦始皇中，秦庄襄王由鲁振顺飾演。
1997年上映的电视剧《東周列國戰國篇》中，秦庄襄王由王良波飾演。
2001年上映的电视剧《尋秦記》中，秦庄襄王由李龍基飾演。
2001年上映的电视剧《宰相小甘羅》中，秦庄襄王由洪武武飾演。
2001年上映的电视剧《吕不韦传奇》中，秦庄襄王由高虎饰演。
2001年上映的电视剧《秦始皇_(2001年电视剧)》中，秦庄襄王由啜二勇飾演。
2017年《秦時麗人明月心》，秦庄襄王由沈學煒饰演。
2018年《皓镧传》，秦庄襄王由茅子俊饰演。
2020年《大秦帝国之天下》中，秦庄襄王由辛柏青饰演。

### 動漫
- 《天子傳奇2秦皇篇》